# 維列納
12°44′26″S 60°08′45″W / 12.74056°S 60.14583°W
維列納（葡萄牙語：Vilhena），是巴西的城鎮，位於該國西北部，由朗多尼亞州負責管轄，始建於1977年11月23日，面積11,519平方公里，海拔高度615米，2014年人口89,797，人口密度每平方公里6.77人。